# Салім бін Тувайні
Салім II бін Тувайні (араб. سالم بن ثويني; нар. 1845 — 7 грудня 1876) — султан Маскату і Оману в 1866—1868 роках.

## Життєпис
Походив з династії Бусаїдів. Старший син Тувайні бін Саїда, султана Маскату і Оману. й Галії бінт Салім. народився 1845 року в Маскаті.
1866 року влаштував змову проти свого батька, який загинув в Сухарі, після чого захопив султанську владу. Оголосив, що батько помер після 3-денної хвороби. Змінив політику стосовно емірату Неджд, відмовившись приєднатися до компанії, яку готувала Велика Британія, сподіваючись скористатися боротьбою за владу в еміраті. Тому британський полковник Льюїс Пеллі, генералальний резидент в затоці Бушер, виступав проти визнання Саліма султаном.
Натомість султан відправив двох посланців до Бомбею щодо продовження відносин між Великою Британією і Маскатом. У травні британці все ж визнали офіційно визнала Саліма, відповідний документ йому вручив індійський віце-король Джон Лоуренс.
У вересні 1868 року його родич Аззана бін Кайс повстав проти Саліма, невдовзі прихильниками ібадизму обирається імамом. Без підтримки Салім не зміг утримати Маскат і був змушений відступати до сусіднього форту. Під час цього він залишив коштовності разом з багатьма родинними реліквіями династії, які були розграбовані й знищені грабіжниками. 11 жовтня 1868 року на судні «Принц Вельський» відплив до Бендер-Аббасу, звідти він до березня 1869 року зробив декілька невдалих спроб повернути владу.
В останній раз про заявив про свої претензії на оманський трон в 1875 році, проте до цього моменту британці офіційно визнали його стрийка Туркі бін Саїда новим султаном Оману. Саліма було схоплено на судні «Дафна» відправленодо Індії. Невдовзі запроторено до фортеці в Гайдарабаді, де Салім помер від віспи 1876 року.

## Родина
Дружина — дружина Кайси ібн Аззана, валі Сухара і Рустака
Діти:
- Саїд Алі (1861—1928)
- Саїд Харіб